# Pujol Florit
El Pujol Florit és una muntanya de 332 metres que es troba al municipi de Castellet i la Gornal, a la comarca de l'Alt Penedès.